# Невилл, Роберт Каммингс
Ро́берт Ка́ммингс Не́вилл (англ. Robert Cummings Neville; род. 1 мая 1939 года, Сент-Луис, США) — американский философ и теолог, специалист в области биоэтики. Был деканом Теологической школы Бостонского университета, деканом факультета гуманитарных наук и изящных искусств Университета штата Нью-Йорк в Стоуни-Брук, преподавал в Йельском и Фордхемском университете, а также в Перчейз-колледже Университета штата Нью-Йорк. В настоящее время является профессором философии, религии и теологии в Бостонском университете. «Один из самых значительных философов и теологов нашего времени» (англ. One of the most significant philosophers and theologians of our time). Представитель движения бостонских конфуцианцев.

## Биография
Родился 1 мая 1939 года в Сент-Луисе.
Окончил среднюю школу г. Сент-Луиса.
В 1960 году с отличием (magna cum laude) окончил Йельский университет со степень бакалавра гуманитарных наук.
В 1961—1963 годах работал помощником преподавателя на философском факультете Йельского университета.
В 1962 году получил степень магистра гуманитарных наук в Йельском университете.
В 1963 году получил степень доктора философии в Йельском университете. В том же году был рукоположен в диаконы Объединённой методистской церкви.
В 1963—1965 годах работал преподавателем на философском факультете Йельского университета.
В 1964—1965 года работал приглашённым лектором по вопросам образования и приглашённым преподавателем в Уэслианском университете.
В 1965—1968 годах был доцентом факультета философии Фордхемского университета.
В 1966 году рукоположен в старейшины Объединённой методистской церкви
В 1966—1970 годах был заместителем декана философского факультета Фордхемского университета по вопросам послевузовского образования.
В 1968—1973 годах работал адъюнкт-профессором факультета философии Фордхемского университета.
В 1971—1973 годах занимался вопросам поведенческих наук в Институте общества, этики и наук о жизни (Хастингс-центр), возглавлял группу исследователей.
В 1971—1974 годах работал адъюнкт-профессором философии в Перчейз-колледже Университета штата Нью-Йорк.
В 1971—1977 годах возглавлял совет философских исследований в Перчейз-колледже Университета штата Нью-Йорк.
В 1973—1974 годах был деканом факультета гуманитарных наук и изящных искусств Университета штата Нью-Йорк в Стоуни-Брук
В 1974—1977 годах был профессором философии в Перчейз-колледже Университета штата Нью-Йорк.
В 1975—1976 годах был председателем университетской комиссии по подготовке к аккредитации (англ. Middle States Accreditation Self‐Study).
В 1976—1977 годах работал руководителем программ довузовской подготовки (англ. Freshman Program).
В 1977—1978 годах работал доцентом религиоведения и профессором-исследователем в Исследовательском фонде Университета штата Нью-Йорк в Стоуни-Брук (англ. SUNY Research Foundation).
В 1978—1982 годах был руководителем религиоведческих программ и руководителем Центра религиоведения Университета штата Нью-Йорк в Стоуни-Брук.
В 1978—1987 годах был профессором философии и профессором религиоведения Университета штата Нью-Йорк в Стоуни-Брук.
В 1979—1982 годах был председателем и членом издательского совета State University of New York Press.
В 1981—1982 годах был председателем Сената Колледжа наук и искусств Университета штата Нью-Йорк в Стоуни-Брук.
В 1981—1983 годах руководил программами усовершенствования образования в Университете штата Нью-Йорк в Стоуни-Брук.
В 1982—1985 годах был деканом факультета гуманитарных наук и изящных искусств Университета штата Нью-Йорк в Стоуни-Брук.
В 1986—1987 годах возглавлял отделение религиоведения и был руководителем Центра религиоведения Университета штата Нью-Йорк в Стоуни-Брук.
С 1987 года является профессором философии, религии и теологии факультета религии и философии Бостонского университета и Теологической школы Бостонского университета.
В 1987—1988 годах возглавлял отделение религиоведения Бостонского университете.
В 1988—1989 годах руководил аспирантурой по религиоведению и теологии в Бостонском университете
В 1993 году получил степень доктора теологии в Лихайском университете.
В 1988—2003 годах был деканом Теологической школы Бостонского университета.
В 2003—2006 годах был настоятелем Часовни Марша и капеллан Бостонского университета.
В 2005—2009 годах был исполнительным директором Института Альберта и Джесси Даниэльсен (англ. Albert and Jessie Danielsen Institute) Бостонского университета.
Член редакционных советов The Journal of the American Academy of Religion, Sophia, Journal of Confucian Cultural Studies, The Pluralist, International Journal of Sino-Western Studies, Dao.

## Награды
- Премия ректора Университета штата Нью-Йорк за преподавательские заслуги (1974—1975)[1]
- Почётный доктор Института Дальнего Востока РАН (1996).[1]

## Членство в научных организациях
- Американская философская ассоциация (член Комитета по публикациям и исследованиям, 1982—1984; член Исполнительного комитета Восточного отделения, 1983—1985; член Консультативного комитета при Председателе АФА, 1987—1989)[1]
- Американская академия религии (член Программного комитета, 1978—1981; член Исполнительного комитета и член Совета директоров, 1981—1993, 1995—1998; член и председатель Номинационного комитета, 1981—83; председатель Комитета по исследованиям и научной деятельности, 1983—1989, 1995—1998; член Комитета по долгосрочному планированию и развитию, 1983—1992; член Комитета по регламенту Секции философии религии, 1986—1989; Президент, 2005—2006)[1]
- Американское теологическое общество[англ.] (член Программного комитета, 1979—1980;член Исполнительного комитета, 1980—1983; член Программного комитета, 1986—1988)[1]
- Нью-Хейвенская теологическая дискуссионная группа[1]
- Общество изучения философия процесса (один из трёх координаторов, 1968—1988)[1]
- Группа процесса и праксиса (координатор, 1977—1979)[1]
- Институт общества, этики и наук о жизни (1973‐1992)[1]
- Нью-Йоркский философский клуб [1]
- Нью-Йоркский метафизический семинар[1]
- Бостонское теологическое сообщество[1]
- Общество философов Америки (англ. The Society of Philosophers in America (SOPHIA))[1]
- Группа буддистско-христианского диалога[1]
- Группа конфуцианско-христианского диалога[1]
- Хайлендский институт американских религий и философского мышления (англ. The Highlands Institute for American Religious and Philosophic Thought (HIARPT)) (Президент, 2008—2012)[1]
- Американское метафизическое общество (член Программного комитета, 1978—1979; член Совета (Исполнительного комитета), 1979—1982; председатель Программного комитета, 1986—1987; Президент, 1988—1989)[1]

## Научные труды

### Монографии
- Neville R. C. God the Creator: On the Transcendence and Presence of God. — Chicago: University of Chicago Press, 1968. (переработанное издание с новым вступлением — Albany: State University of New York Press, 1992.
- Neville R. C. The Cosmology of Freedom. — New Haven: Yale University Press, 1974. (Albany: State University of New York Press, 1995.)
- Neville R. C. Soldier, Sage, Saint. — New York: Fordham University Press[англ.], 1978.
- Neville R. C. Creativity and God: A Challenge to Process Theology. — New York: The Seabury Press, 1980. (Albany: State University of New York Press, 1995.)
- Neville R. C. Reconstruction of Thinking. Volume 1 of The Axiology of Thinking. — Albany: State University of New York Press, 1981.
- Neville R. C. The Tao and the Daimon: Segments of a Religious Inquiry. — Albany: State University of New York Press, 1982.
- Neville R. C. The Puritan Smile. — Albany: State University of New York Press, 1987.
- Neville R. C. Recovery of the Measure. Volume 2 of the Axiology of Thinking. — Albany: State University of New York Press, 1989
- Neville R. C. Behind the Masks of God. — Albany: State University of New York Press, 1991. (в 1997 году переведено на китайский язык с предисловием Чена Юнквана)
- Neville R. C. A Theology Primer. — Albany: State University of New York Press, 1991.
- Neville R. C. The Highroad around Modernism. — Albany: State University of New York Press, 1992.
- Neville R. C. Eternity and Time's Flow. — Albany: State University of New York Press, 1993.
- Neville R. C. Normative Cultures. Volume 3 of the Axiology of Thinking. — Albany: State University of New York Press, 1995.
- Neville R. C. The Truth of Broken Symbols. — Albany: State University of New York Press, 1996.
- Neville R. C. The God Who Beckons: Theology in the Form of Sermons. — Nashville: Abingdon Press, 1999.
- Neville R. C. Boston Confucianism: Portable Tradition in the Late‐Modern World. — Albany: State University of New York Press, 2000.
- Neville R. C. Symbols of Jesus: A Christology of Symbolic Engagement. — Cambridge: Cambridge University Press, 2001.
- Neville R. C. Religion in Late Modernity. — Albany: State University of New York Press, 2002.
- Neville R. C. Preaching the Gospel Without Easy Answers. — Nashville: Abingdon Press, 2005.
- Neville R. C. The Scope and Truth of Theology. — New York: T & T Clark International/Continuum, 2006.
- Neville R. C. Ritual and Deference: Extending Chinese Philosophy in a Comparative Context. — Albany, NY: State University of New York Press, 2008. (Рецензия Сор-хун Тана в журнале Philosophy East and West[англ.], 62/1 January 2012, pp. 131‐134.)
- Neville R. C. Realism in Religion. — Albany, NY: State University of New York Press, 2009.

### Подготовка книг к изданию
- Operating on the Mind: The Psychosurgery Conflict, edited, with Willard Gaylin and Joel Meister. — New York: Basic Books, 1975.
- Encyclopedia of Bioethics, Associate Editor, for the Behavioral and Neurological Sciences. Warren Reich, Editor‐in‐Chief. — New York: Macmillan‐Free Press, 1978.
- T’ai‐Chi Ch’uan: Body and Mind in Harmony: The Integration of Meaning and Method. By Sophia Delza. Revised edition, edited with a Foreword by Robert Cummings Neville. — Albany: State University of New York Press, 1985.
- New Essays in Metaphysics. — Albany: State University of New York Press, 1987.
- The T’ai‐Chi Ch’uan Experience: Reflections and Perceptions on Body‐Mind Harmony. By Sophia Delza, edited with a “Foreword” by Robert Cummings Neville. — Albany: State University of New York Press, 1996
- Evangelism: Crossing Boundaries, an issue of the Circuit Rider, February 1997, edited by Robert Cummings Neville.
- The Recovery of Philosophy in America: Essays in Honor of John Edwin Smith. Edited with Thomas P. Kasulis. — Albany: State University of New York Press, 1997.
- The Human Condition. By the Cross‐Cultural Comparative Religious Ideas Project. Foreword by Peter L. Berger. — Albany: State University of New York Press, 2001.
- Ultimate Realities. By the Cross‐Cultural Comparative Religious Ideas Project. Foreword by Tu Wei‐ming. — Albany: State University of New York Press, 2001.
- Religious Truth. By the Cross‐Cultural Comparative Religious Ideas Project. Foreword by Jonathan Z. Smith. — Albany: State University of New York Press, 2001.
- Acondicao Humana: Um Tema Para Religioes Comparadas. A translation into Portuguese of The Human Condition, with a Preface by the Brasilian editor and translator, Eduardo Rodrigues da Cruz. — Sao Paulo: Paulus Press, 2005.

### Статьи
- Neville R. C. "Man's Ends," // Review of Metaphysics[англ.], 16/l (September 1962), 26‐44.
- Neville R. C. "Ehman's Idealism," // Review of Metaphysics[англ.], 17/4 (June 1964), 617‐622.
- Neville R. C. "Some Historical Problems about the Transcendence of God," // Journal of Religion[англ.], 47 (January 1967), 1‐9.
- Neville R. C. "A Critical Study of Edward G. Ballard's Socratic Ignorance: An Essay on Platonic Self‐Knowledge," // International Philosophical Quarterly, 7 (June 1967), 340‐356.
- Neville R. C. "Reply," // The Christian Scholar, 50/3 (Fall 1967), 324‐325.
- Neville R. C. "Intuition," // International Philosophical Quarterly, 7 (December 1967), 556‐590.
- Neville R. C. "Improving What We Are," // Fordham Magazine, 2 (March 1968), 18‐23.
- Neville R. C. "Can God Create Men and Address Them Too?" // Harvard Theological Review[англ.], 61 (1968), 603‐623.
- Neville R. C. "Current Issues in Christian Ecumenism" // World Order, (Winter 1968‐69).
- Neville R. C. "Creation and the Trinity," // Theological Studies, 30 (March 1969), 3‐26.
- Neville R. C. "Nine Books By and About Teilhard," // Journal of the American Academy of Religion, (1969), 71‐82.
- Neville R. C. "Father Gibson's Pop Culture," // Commonweal[англ.], (October 31, 1969).
- Neville R. C. "Neoclassical Metaphysics and Christianity: A Critical Study of Ogden's Reality of God," // International Philosophical Quarterly, 9 (December 1969), 605‐624.
- Neville R. C. "Whitehead on the One and the Many," // Southern Journal of Philosophy[англ.], 7 (Winter 1969‐70), 387‐393.
- Neville R. C. "The Impossibility of Whitehead's God for Theology," // Proceedings of the American Catholic Philosophical Association[англ.], 1970, 130‐140.
- Neville R. C. "The Faith of Easter," // The Lamp, 58 (March 1970).
- Neville R. C. "The Social Importance of Philosophy," // Abraxas, 1/1 (Fall 1970), 31‐45.
- Neville R. C. "Paul Weiss's Philosophy in Process," // Review of Metaphysics[англ.], 24 (December 1970), 276‐301.
- Neville R. C. "Genetic Succession, Time, and Becoming," // Process Studies, 1/3 (Fall 1971), 194‐198.
- Neville R. C. "Where Do the Poets Fit In?: A Study of B. F. Skinner's Beyond Freedom and Dignity", // Hastings Center Report, 3 (December 1971), 6‐8.
- Neville R. C. "The Cumulative Impact of Behavior Control," // Hastings Center Report, 2 (September 1971), 12‐13.
- Neville R. C. "Experience and Philosophy: A Review of Hartshorne's Creative Synthesis and Philosophic Method," // Process Studies, 2 (Fall 1972), 49‐67.
- Neville R. C. "Response to Ford's `Neville on the One and the Many'," // Southern Journal of Philosophy[англ.], 10/1 (Spring 1972), 85‐86.
- Neville R. C. "Contemporary Schools of Metascience by Gerard Radnitzky: A Critical Review," // International Philosophical Quarterly, 12/1 (March 1972), 131‐136.
- Neville R. C. "Knowledge and Being: Comments on Griesbach and Reck," // Review of Metaphysics[англ.], 25 (June 1972), 40‐46.
- Neville R. C. "The Limits of Freedom and the Technologies of Behavior Control," // The Human Context, (Winter 1972), 433‐446.
- Neville R. C. "Creativity and Fatigue in Public Life," in Toothing‐Stones: Rethinking the Political, edited by Robert E. Meagher. — Chicago: The Swallow Press, 1972. Pp. 144‐58.
- Neville R. C. "A Metaphysical Argument for a Wholly Empirical Theology," in God: Knowable and Unknowable, edited by Robert J. Roth, S.J. — New York: Fordham University Press[англ.], 1972.
- Neville R. C. "Statutory Law and the Future of Justice," // The American Journal of Jurisprudence, 1972, 92‐110.
- Neville R. C., Moore Harold F. and Sullivan William  "The Contours of Responsibility: A New Model," // Man and World, 5/4 (November 1972), 392‐421.
- Neville R. C., Steinfels Peter  "Blood Money: Should a Rich Nation Buy Plasma from the Poor," // Hastings Center Report, 2/6 (December 1972), 8‐10.
- Neville R. C. "The Physical Manipulation of the Brain: A Conference Report," edited. A Hastings Center Report, 1973. Republished in Dissent, Summer, 1973).
- Neville R. C., Mark Vernon H.  "Brain Surgery in Aggressive Epileptics: Social and Ethical Implication," // Journal of the American Medical Association, 225 (11/12/73), 765‐772.
  - Neville R. C., Mark Vernon H.  "Brain Surgery in Aggressive Epileptics: Social and Ethical Implication," // Physiology of Aggression and Implications for Control: An Anthology of Readings, edited by Kenneth Evan Moyer. — New York: Raven Press, 1976, pp. 307‐320.
  - Neville R. C., Mark Vernon H.  "Brain Surgery in Aggressive Epileptics: Social and Ethical Implication," //  Hunt, R., and Arras, J., Ethical Issues in Modern Medicine. — Palo Alto, CA.: Mayfield, 1977, pp. 383‐402.
- Neville R. C. "Behavior Control: Need for New Myths," // Engage/Social Action, 1/10 (October 1973).
- Neville R. C. "Specialties and Worlds," // Hastings Center Studies, 2/1 (January 1974).
- Neville R. C. "Pots and Black Kettles: A Philosopher's Perspective on Psychosurgery," // Boston University Law Review, 54 (April 1974).
- Neville R. C. "Controlling Behavior through Drugs," edited with an introduction, Hastings Center Studies, 2/1 (January 1974), 65‐112.
- Neville R. C. "Vanity and Time," // The Cord, (April 1974).
- Neville R. C. "A Study of Charles E. Winquist, The Transcendental Imagination," // Process Studies, 5/1 (Spring 1975), 49‐60.
- Neville R. C. "Teaching the Meno and the Reformation of Character," // Teaching Philosophy[англ.] 1/2 (Fall, 1975) 119‐21.
- Neville R. C. "Gene Therapy and the Ethics of Genetic Therapeatics," // Proceedings of the New York Academy of Science, 1975.
- Neville R. C. "Freedom's Bondage," // Proceedings of the American Catholic Philosophical Association[англ.], 1976, 1‐13
- Neville R. C. "In Defense of Process," in Paul Weiss, First Considerations. Carbondale, Ill.: Southern Illinois University Press[англ.], 1977, 208‐222.
- Neville R. C. "Pluralism and Finality in Structures of Existence," // John Cobb's Theology in Process, edited by David Ray Griffin and Thomas J. J. Altizer. — Philadelphia: The Westminster Press, 1977, 67‐83.
- Neville R. C. "Defining Death," in Human Life: Problems of Birth, of Living, and of Dying, edited by William Bier, S.J. New York: Fordham University Press[англ.], 1977, 181‐191.